# Alexander Nevskij-katedralen, Łódź
Alexander Nevskij-katedralen (polska: Sobór św. Aleksandra Newskiego w Łodzi; kyrkslaviska: А҆леѯа́ндро-Не́вскїй собо́ръ) är en polsk-ortodox katedral belägen i staden Łódź i Łódź vojvodskap, i centrala Polen. 
Katedralen är helgad åt det ryska helgonet Alexander Nevskij och tillhör Łódź och Poznańs stift.

## Historia
Alexander Nevskij-katedralen invigdes den 29 maj 1884 av ärkebiskop Leontius.

## Katedralen
- Katedralen är uppförd i nybysantinsk stil och har en oktagonal planform.

- Inne i katedralen finns rikligt med dekorationer och en ikonostas av ekträ som är tillverkad i Sankt Petersburg, Ryssland.

## Bilder

Kupolerna.
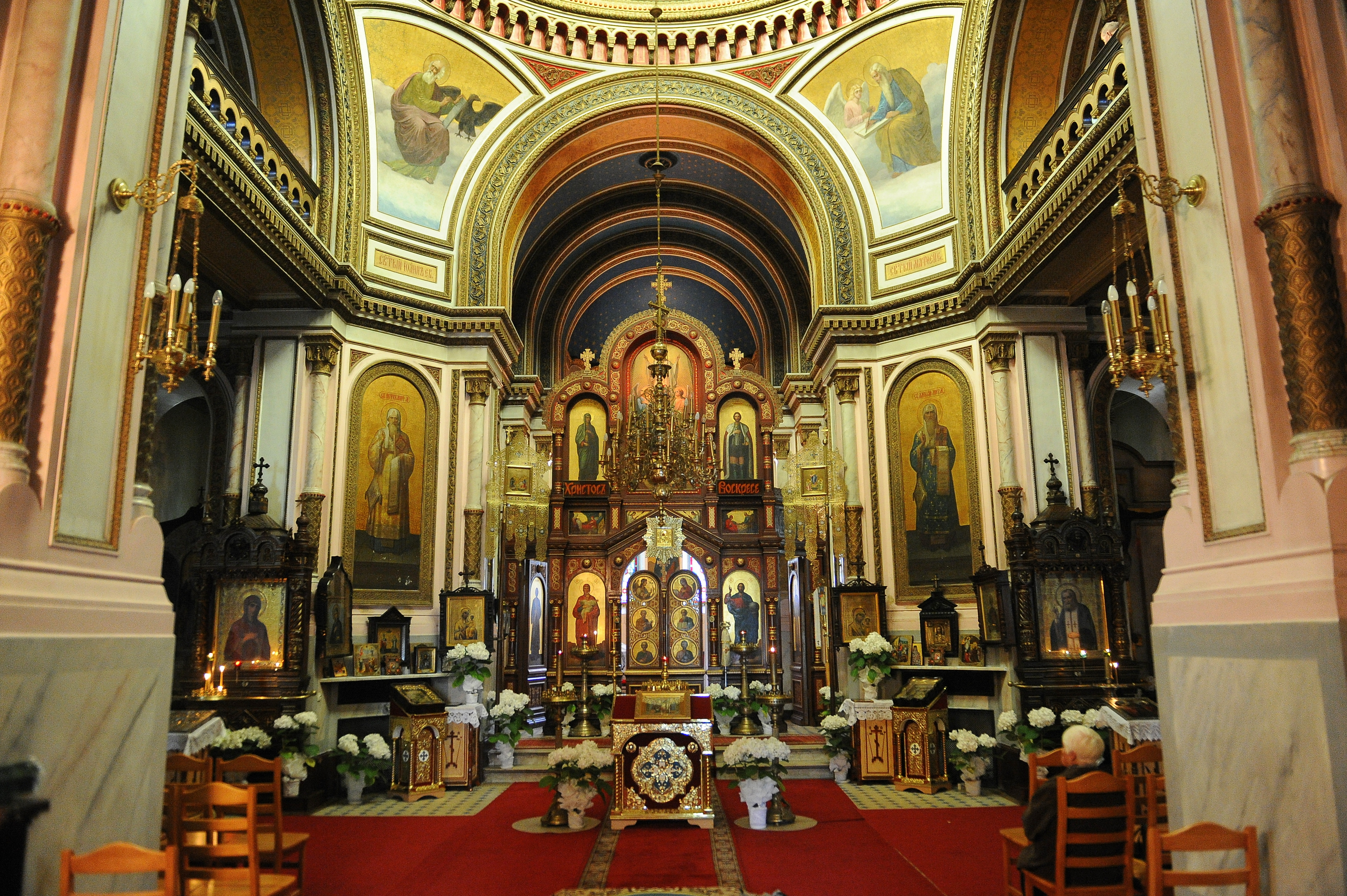
Katedralens interiör mot ikonostasen.
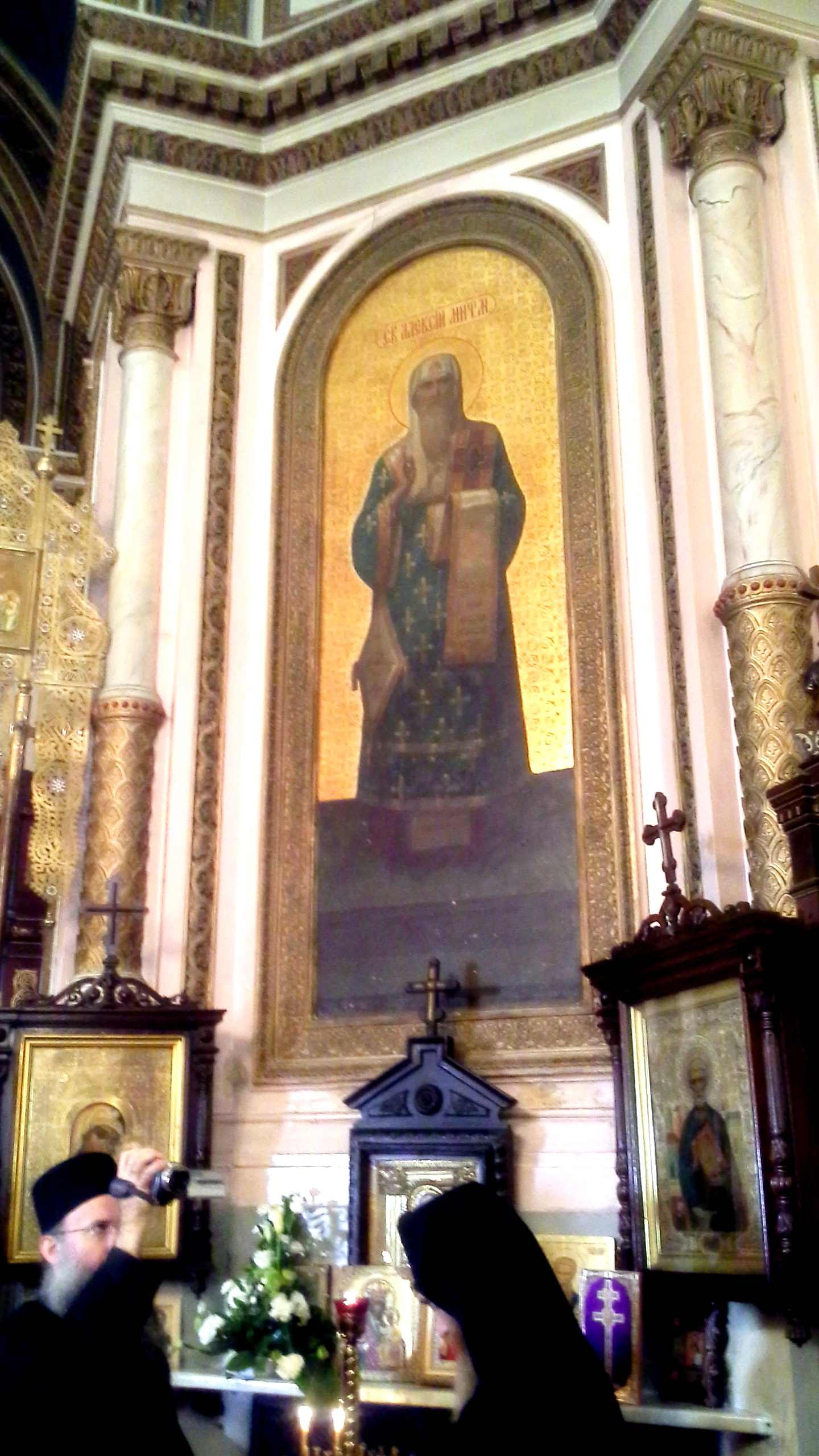
Ikon.

### Fotnoter
1. ↑  ”Parish of the Cathedral of Saint Alexander Nevskiy in Łódź” (på engelska). Alexander Nevskijs domkyrkoförsamling. 7 juli 2017. Arkiverad från originalet den 12 december 2016. https://web.archive.org/web/20161212075751/http://cerkiewlodz.pl/?locale=en. Läst 17 juli 2017.